# Бяловоля
Бяловоля (пол. Białowola) — село в Польщі, у гміні Замостя Замойського повіту Люблінського воєводства. Населення — 520 осіб (2011).

## Історія
За даними етнографічної експедиції 1869—1870 років під керівництвом Павла Чубинського, у селі переважно проживали польськомовні римо-католики, меншою мірою — українськомовні греко-католики.
У 1975—1998 роках село належало до Замойського воєводства.

## Демографія
Демографічна структура станом на 31 березня 2011 року:
|          | Загалом | Допрацездатний вік | Працездатний вік | Постпрацездатний вік |
| -------- | ------- | ------------------ | ---------------- | -------------------- |
| Чоловіки | 235     | 42                 | 167              | 26                   |
| Жінки    | 285     | 75                 | 141              | 69                   |
| Разом    | 520     | 117                | 308              | 95                   |